# امبالاساترانا
امبالاساترانا (به لاتین: Ambalasatrana) یک سکونتگاه مسکونی در ماداگاسکار است که در ساوا (ماداگاسکار) واقع شده‌است.

## خصوصیات
امبالاساترانا ۵٬۰۰۰ نفر جمعیت دارد و ۲۲۳ متر بالاتر از سطح دریا واقع شده‌است.